# Exminster
Exminster – wieś i civil parish w Anglii, w hrabstwie Devon, w dystrykcie Teignbridge. W 2011 roku civil parish liczyła 3616 mieszkańców. Exminster jest wspomniana w Domesday Book (1086) jako Aiseminstre/Axeminstre/Esseminstre/Aexeministra/Aiseministra/Axeministra/Esseministra.